# Benny Andersson

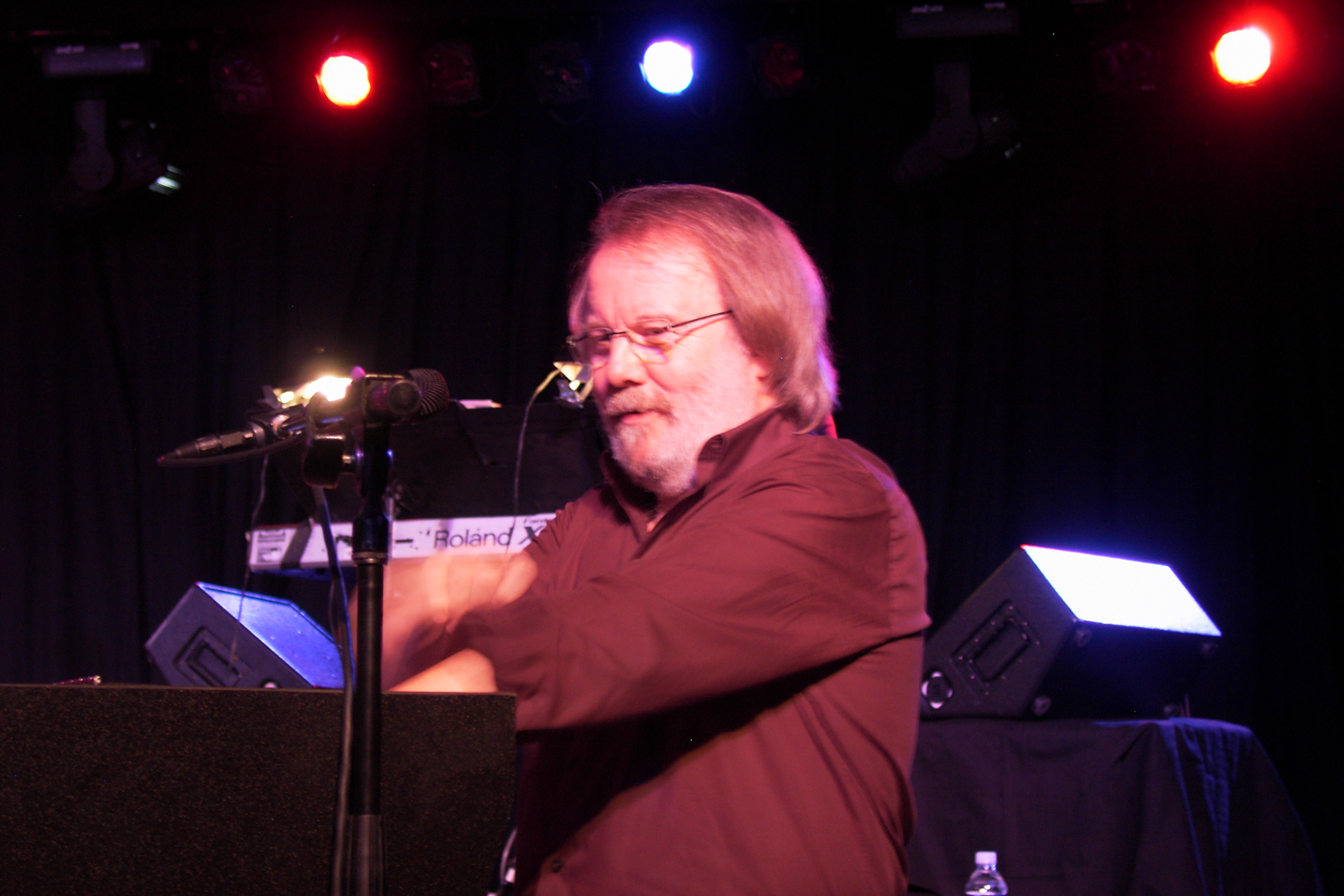
Benny Anderson en un concert l'any 2006.

Göran Bror Benny Andersson (Estocolm, Suècia, 16 de desembre de 1946), cantant suec, integrant del grup ABBA.
Els seus inicis en la música van ser en el seu cercle familiar, com intèrpret de l'acordió. Entre les seves influències juvenils van estar Phil Spector, els Beach Boys, els Beatles i Elvis Presley. El 1964 va formar el grup The Hep Stars, que va integrar fins al 1969, i que és conegut com els Beatles suecs.
Va formar després el grup ABBA, amb una de les integrants de la qual, Frida (Anni-Frid Lyngstad), es va casar el 6 d'octubre de 1978, sent aquesta la seva segona dona després de Christina Grönvall, mare dels seus dos primers fills (Ludvig i Peter). Se separa de Frida el 1981. Va produir al costat de Björn Ulvaeus el musical Mamma Mia! (1999) i la seva seqüela del 2018, Mamma Mia! Here We Go Again. També hi va treballar com a productor executiu. Des de 2001, ha estat actiu amb la seva pròpia banda, Benny Anderssons orkester.